# Stiftelseserien
Stiftelseserien är en serie science fiction-romaner skrivna av Isaac Asimov. Ursprungligen utgjordes serien av åtta noveller som publicerades i den amerikanska science fiction-tidskriften Astounding Science fiction 1942–1950. När de gavs ut i bokform under 1950-talet samlades de som en trilogi bestående av böckerna Stiftelsen, Stiftelsen och imperiet och Den segrande stiftelsen, ett format som behölls när berättelserna sedan översattes till svenska. Under 1980- och 1990-talen utökades serien med ytterligare fyra delar i romanlängd, först med två böcker som utspelar sig efter den ursprungliga trilogin och sedan med två böcker som utspelar sig före trilogin. Därmed knöts Stiftelsetrilogin också ihop med Asimovs löst sammanhängande robotromaner och hela serien kan nu sägas innehålla 14 böcker.

## Seriens delar
Delarna presenteras här i den ordning de har i den fiktiva kronologin.

### Preludium till stiftelsen
Preludium till stiftelsen (Prelude to Foundation), utgiven 1988. Den utkom i svensk översättning 1990.
Detta är den första delen i böckerna om Stiftelsen. Den här romanen utspelar sig i en tid, då människan för länge sedan har listat ut hemligheter som att resa fortare än ljuset, och har koloniserat flera hundratusen världar, som alla räknas som delar av Galaktiska imperiet. Ingen vet längre hur eller var människan uppkommit.
Imperiet styrs från planeten Trantor som ligger nära Vintergatans centrum. Hari Seldon har vid en stor matematikkongress på Trantor lagt fram en teori om psykohistoria, en vetenskap som kan göra det möjligt att förutsäga framtiden. Trots att vetenskapen ännu är långt ifrån praktiskt användbar visar väldigt många intresse för Hari och hans matematik. Efter att kejsaren kallar Seldon till en audiens börjar saker hända som kommer att förändra historien för en lång tid framöver.

### Hari Seldon och stiftelsen
Hari Seldon och stiftelsen (Forward the Foundation), utgiven 1993. Den utkom i svensk översättning 1994.
I den här boken utvecklas psykohistorien och imperiet förfaller.
Hari Seldon har, efter att i Preludium till Stiftelsen ha jagats runt Trantor, nu kunnat börja sin forskning för att göra psykohistorien till en fungerande vetenskap. Med hjälp av goda kontakter, en period är han själv till och med förste minister, får forskningen gott om resurser och får efter lång tids slit med få framsteg äntligen upp farten.
Samtidigt fortsätter det politiska, kulturella och teknologiska förfall som hela tiden pågår, det blir kärvare att finansiera forskningen, och Seldons politiska position försämras. Till slut lyckas Hari Seldon och hans kollegor få rätsida på allting och skapa Stiftelsen.

### Stiftelsen
Stiftelsen (Foundation) utgiven 1951, är del 1 i den ursprungliga trilogin. Den utkom i svensk översättning 1970.
Ursprungligen publicerades trilogin i form av åtta fristående noveller i Science fiction-magasinet Astounding Science Fiction från maj 1942 till januari 1950. 1951 samlades de första fyra novellerna till en bok, Stiftelsen. På svenska kom boken ut för första gången 1970.
Galaktiska imperiet, som funnits i tiotusen år och härskar över tiotusentals världar, börjar långsamt förfalla. I en tid då förfallet börjar ta fart utvecklar Hari Seldon psykohistorien, en vetenskap som genom avancerad samhällsanalys kan användas för att förutsäga och förändra framtiden. För att undvika att imperiets fall följs av en lång period av barbari startar han Stiftelsen som, genom att samla all världens vetande, kommer att utvecklas till en vetenskapens oas i en tid av vetenskapligt förfall. Stiftelsen etableras på planeten Terminus, i Vintergatans utkant och således så lång bort från Trantor som man kan komma. Genom sin överlägsna vetenskap och genom att dess utveckling hela tiden styrs in i "Seldonkriser" växer sig Stiftelsen allt starkare.

### Stiftelsen och imperiet
Stiftelsen och imperiet (Foundation and Empire) utgiven 1952, är del 2 i den ursprungliga trilogin. Den utkom i svensk översättning 1971.
Boken handlar dels om stiftelsens konfrontation med imperiet som fortfarande är mäktigt men som under bokens gång tappar makt, dels handlar den om en nyligen gift kvinna som räddar hela Hari Seldon-planen genom att överlista en mutant vid namn Mulan som försöker finna en andra stiftelse som sägs finnas i andra änden av galaxen. Mulan innehar den övernaturliga förmågan att styra andra människors känslor och med denna förmåga lyckas han få nyckelpersoner bland de styrande att blint lyda hans minsta befallningar.

### Den segrande stiftelsen
Den segrande stiftelsen (Second Foundation) utgiven 1953, är del 3 i den ursprungliga trilogin. Den utkom i svensk översättning 1971.
Den engelska originaltiteln är Second Foundation, vilket anspelar på att den, till skillnad från den första stiftelsen som är inriktad på att utvecklas tekniskt, är inriktad på att utveckla den mentala sidan. Den andra stiftelsens medlemmar bor i all anspråkslöshet i jordbrukarsamhällen och de har utvecklat mentala krafter, som telepati, som de använder för att påverka händelseförloppet i hela galaxen.

### Stiftelsen och tiden
Stiftelsen och tiden (Foundation's Edge), utgiven 1982. Den utkom i svensk översättning 1983.
Huvudpersonerna Trevize och Janov Pelorat ger sig ut för att finna vad borgmästaren i Terminus tror är den andra stiftelsen.

### Stiftelsen och jorden
Stiftelsen och jorden (Foundation and Earth) utgiven 1986. Den utkom i svensk översättning 1987.
Golan Trevize, känd som "mannen som alltid har rätt", har i valet mellan ett galaxomfattande militärt imperium, ett galaxomfattande mentalt imperium och ett galaxomfattande medvetande valt det senare, kallat Galaxia. Trots att han gjort valet känner han sig inte säker, så för att bli säker ger han sig ut på sökande efter mänsklighetens urhem, Jorden, som han tror ska avslöja varför han valde Galaxia. Till sin hjälp har han Janov Pelorat, historiker, och Säll, människa och del av planetmedvetandet Gaia. Under sökandet passerar de några planeter som heter Comporellon, Aurora, Solaria, Melpomenia och Den Nya Jorden. De tre första är kända från tidigare romaner och den sista kretsar runt Alfa Centauri. Till slut hittar de Jorden men landar på Månen eftersom Jorden är obeboelig på grund av radioaktivitet. 
Ett litet sakfel är att vår sol i romanen syns från Nya Jorden som den sjätte stjärnan i Cassiopeia. Där står den idag, sett från Alfa Centauri, men det kommer den inte att göra år 27500 eftersom stjärnornas lägen i rymden då har ändrat sig, så kallad egenrörelse.

## Personer och platser

### Personer (ordnade enligt efternamn)
Yugo Amaryl
Gleb Andorin
Manella Dubanqua
Mandell Gruber
Salvor Hardin är Stiftelsens förste borgmästare och hanterar både den första och andra Seldonkris som man ställs inför. I den första ca år 50 använder han teknologi till att skapa politisk maktbalans mellan de fyra grannsystemen, vilka utvecklats till aggressiva kungadömen och vilka inte kan acceptera att endera enskilt får tillgång till all Stiftelsens styrka. Hardin delar frikostigt med sig av Stiftelsens teknologi till grannsystemen under 30 år, med tillhörande kvasireligion då folken i universums ytterkanter ser teknologi närmast som mirakel. Den andra krisen inträffar ca år 80, och Hardin använder de teknologiska gåvor, som de fientliga grannsystemen accepterat, emot dess egna härskare; kungadömet Anacreon vill angripa Stiftelsen. Men eftersom prästerskapet, som hanterar teknologin och därför har ultimat kontroll, inte kan acceptera fientligheter emot Stiftelsen, den "helig" källan till mirakel, har Hardin skapat direkt kontroll över sina materiellt starkare grannar.
Joranum
Tamwile Lenn
Hober Mallow är den första handelsfursten och den tredje bland Stiftelsens stora namn (jämte Seldon och Hardin). Han leder Stiftelsen genom dess tredje Seldonkris.
Ebling Mis är Stiftelsens främste vetenskapsman under borgmästare Indbur III:s tid på 300-talet efter Stiftelsens grundande [Stiftelsen och imperiet]. Som forskare är han en av få som kan unna sig lyxen av frispråkighet och visar öppet förakt för både despotin och dess system. Mis är psykolog vilket särskiljer honom från andra vetenskapsmän och fokuserar på att bringa klarhet i Seldons förutsägelser, teoretiskt och tekniskt. Han når så långt att han kan förutsäga nästkommande Seldonkris men hör också till de första som inser att imperialisten och mutanten Mulan inte ingår i Seldons beräkningar. Manipulerad av Mulan beger sig Mis till Trantor för att lösa frågan om den Andra Stiftelsen makt och var den återfinns. Den av manipulationen döende vetenskapsmannen avrättas i det ögonblick han står i färd att avslöja sina upptäckter, inför bland andra Mulan, av Bayata Darell som insett faran och vill rädda Stiftelsernas framtid.
Mulan är en mutant med förmåga att läsa av och påverka människors känslor. Mulan lider av mindervärdeskomplex på grund av sitt utseende och sin uppväxt. När Mulan upptäcker sin unika förmåga att styra människor efter sin vilja börjar han använda den för att erövra Vintergatan. På så sätt dämpar han sin känsla av mindervärde. Mulan är en enskild individ med oväntat stor inverkan på historiens gång och som omkullkastar Seldon-planen. Han erövrar den Första Stiftelsen tack vare paret Bayata och Toran Darell som tar honom till Stiftelsens kärna, förställd som den "verklige Mulans" ömkansvärde hovnarr. Den Andra Stiftelsens psykologer betraktar Mulan som sina verkliga motståndare men dessa undgår honom fram till dess att han luras i en fälla och besegras i en mental duell. Han regerar sedan till sin tidiga död som en fredlig härskare, manipulerad till okunnighet om den Andra Stiftelsens existens.
Namarti
Janov Pelorat
R. Daneel Olivaw är en robot, som fysiskt förefaller vara en människa, som ofta manipulerar människornas samhälle. Han antar bland annat identiteterna Eto Demerzel och Hummin. Initialen "R" i hans namn står för "robot", en namnkonvention i Asimovs framtidssamhälle. Olivaw uppträder i Asimovs Robot- och Stiftelsen-serier, mest noterbart i Stålgrottorna, Den nakna solen, Död robot, Den okända lagen, Preludium till Stiftelsen, Hari Seldon och Stiftelsen och Stiftelsen och jorden.
När Hari Seldon för första gången stöter på Eto Demerzel väljer Demerzel att kalla sig Hummin för att inte avslöja sin verkliga identitet som minister i Trantors regering. I själva verket är Hari Seldon på flykt undan Eto Demerzel och är ej medveten om att den person som hjälper honom är densamme som den som han försöker att fly ifrån.
Raych är den adopterade sonen till Hari Seldon och Dors Venabili, och kommer från Dahl-sektorn.
Hari Seldon är en centralgestalt i Stiftelsen-serien.
Kronologiskt möter läsaren Seldon för första gången i seriens inledande bok, Preludium till stiftelsen, där han just har deltagit i en matematikkongress på Vintergatsimperiets huvudplanet, Trantor. Vad han har att redovisa på kongressen visar sig få stora följder, då han visar att det är teoretiskt möjligt att förutspå framtiden. Detta budskap snappas upp av de mäktiga på Trantor och snart jagas Seldon runt planeten Trantor med den anmärkningsvärde journalisten Hummin och historiedoktorn Dors som enda hjälp.
Tids nog stabiliseras Seldons tillvaro och han tillbringar sedan återstoden av sitt liv åt att skapa Stiftelsen, som utgör grunden för hela romansviten.
Wanda Seldon Hari Seldons barnbarn (Raychs och Manellas dotter) och grundare av 2:a stiftelsen. Innehar telepatiska förmågor.
Säll
General Tennar
Golan Trevize huvudpersonen i Stiftelsen och tiden samt Stiftelsen och jorden. Han har förmågan att fatta rätt beslut utan att känna till nödvändiga uppgifter. Det är han som väljer Galaxia som mänsklighetens framtid framför Seldon-planen.
Dors Venabili är Hari Seldons hustru. Hon var också en robotmedhjälpare till Eto Demerzel.

### Platser
Trantor är namnet på en planet som förekommer i science fiction-romaner, däribland Stiftelse-trilogin, av Isaac Asimov. Trantor är den centrala planeten i galaxen, en huvudplanet som rymdimperiet styrdes från.
Det speciella med Trantor är att inte finns någon fri yta kvar på planeten, förutom kejsarens palats. Allt är täckt av en enda gigantisk stad med 40 miljarder invånare, uppdelade på 800 sektorer.
Trantor är också hemplanet för den Andra Stiftelsen både före och efter den stora skövlingen.
Terminus är en planet som förekommer i science fiction-romaner, däribland Stiftelse-trilogin, av Isaac Asimov.
I Stiftelsen beskrivs planeten som: "... en isolerad sols, vid Vintergatans yttersta rand, enda planet; fattig på mineraler och helt ointressant ur ekonomisk synvinkel..."
På Terminus placerades Den första stiftelsen eller Encyklopediska stiftelsen nummer ett, vars uppgift var att åstadkomma ett uppslagsverk, Encyclopedia Galactica, som skulle omfatta galaxen Vintergatans samlade kunskap.
Det kan vara intressant att notera att romanerna utspelas i en avlägsen framtid, där människan enkelt kan färdas genom hela galaxen, men när encyklopedin ges ut är det i form av omfångsrika böcker, och förberedelsetiden innan första volymens utgivning var 50 år. När Asimov skrev Stiftelsen i början av 1940-talet, fanns det inga datorer.
Tärzenda är den planet till vilken Pritchard, en av Mulans hantlangare, beger sig tillsammans med Bail Channis för att försöka hitta den Andra Stiftelsen.
Kalgan, planeten som inte blir indragen i några krig under Imperietidens förfall på grund av sin status som nöjes- och lyxplanet. Planeten blir Mulans slutliga hemvist. I "Den segrande stiftelsen" förklarar härskaren på Kalgan (under inverkan av den Andra Stiftelsen) krig mot Terminus. 
Jorden
Comporellon
Aurora
Solaria
Melpomenia
Den Nya Jorden

## Filmatisering
I slutet av juli 2008 meddelade produktionsbolaget Unique features att man tänkte göra en film av den första boken i den ursprungliga trilogin Stiftelsen.
Stiftelse-trilogin hade också visst inflytande på George Lucas när han skrev manus till de tre ursprungliga Stjärnornas krig-filmerna.[källa behövs]